# Сіголово (Тосненський район)
Сі́голово (рос. Сиголово) — село в Тосненському районі Ленінградської області, Росія.